# Quercus lancifolia
Quercus lancifolia är en bokväxtart som beskrevs av Diederich Franz Leonhard von Schlechtendal och Adelbert von Chamisso. Quercus lancifolia ingår i släktet ekar, och familjen bokväxter. Inga underarter finns listade.